# غيتار البيس الصوتي

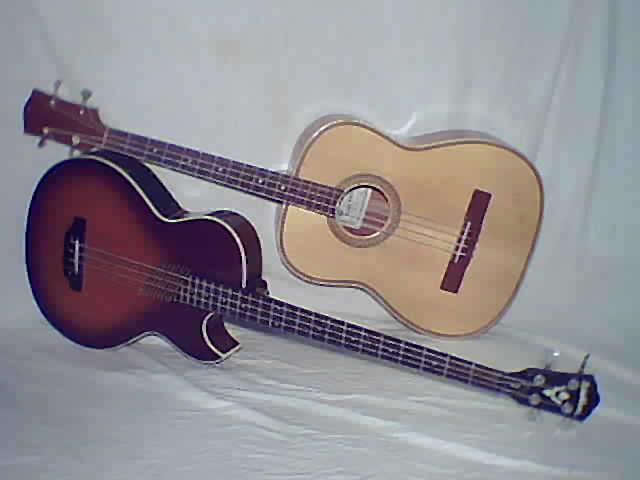
الباص جيتار

القيثارة الجهيرة الصوتية (بالإنجليزية: Acoustic bass guitar)‏ هو آله موسيقية تشبه القيثارة ويمكن أن تحتوي على 4 أو 5 أو 6 أوتار، أما الشائعة فتحتوي على 4 أوتار ويختلف صوت هذه القيثارة عن الجيتار الكهربي، ونغمته الموسيقية عميقة ودافئة ويستخدم تقريبا مع كل أنواع الموسيقى ومع فرق الروك خصوصا، ولا تكاد فرقة تستغني عن هذه الآلة، العزف عليها صعب لكنه رائع عندما تتقنه ولا يمكنك العزف عليه دون تعلم العزف على القيثارة العادية لأن لهما نفس المبادئ قليل من يعزف به عزفًا منفردًا ولا ينبغي أن تصحبه آلات أخرى.